# Hrachovo
Hrachovo (ungarisch Rimaráhó – bis 1907 Ráhó) ist eine Gemeinde in der Süd-Mitte der Slowakei mit 781 Einwohnern (Stand 31. Dezember 2024), die im Okres Rimavská Sobota, einem Kreis des Banskobystrický kraj liegt und zur Landschaft Gemer gezählt wird.

## Geographie
Die Gemeinde befindet sich am oberen Verlauf der Rimava im südlichen Teil des Hügellands Revúcka pahorkatina (Teil des Slowakischen Erzgebirges). Das Ortszentrum liegt auf einer Höhe von 273 m n.m. und ist 11 Kilometer von Rimavská Sobota sowie 14 Kilometer von Hnúšťa entfernt.

## Geschichte
Der Ort wurde zum ersten Mal 1353 als Hrachou schriftlich erwähnt, nach schriftlichen Quellen entstand er aber im 13. Jahrhundert. Im späten Mittelalter lag das Dorf im Herrschaftsgut des Geschlechts Jakoffy, danach gehörte es verschiedenen Edelmännern. Die Burg ist 1416 schriftlich belegt und war im 16. und 17. Jahrhundert eine Grenzfestung gegen den Türken. Während des Rákóczi-Aufstandes wurde die Burg schwer beschädigt und bis zum 20. Jahrhundert nach und nach abgetragen.
1828 sind in Hrachovo 66 Häuser und 514 Einwohner verzeichnet.
Bis 1918/1919 gehörte der im Komitat Gemer und Kleinhont liegende Ort zum Königreich Ungarn und kam danach zur Tschechoslowakei bzw. heute Slowakei.

## Bevölkerung
| Jahr                | 1994 | 2004    | 2014    | 2024    |
| ------------------- | ---- | ------- | ------- | ------- |
| Anzahl der Personen | 844  | 877     | 856     | 781     |
| Unterschied         |      | +3,90 % | −2,39 % | −8,76 % |

| Jahr                | 2023 | 2024    |
| ------------------- | ---- | ------- |
| Anzahl der Personen | 777  | 781     |
| Unterschied         |      | +0,51 % |

Ergebnisse nach der Volkszählung 2001 (864 Einwohner):
| Nach Ethnie: - 97,34 % Slowaken - 1,62 % Magyaren - 0,58 % Tschechen - 0,12 % Roma | Nach Konfession: - 63,54 % römisch-katholisch - 18,29 % evangelisch - 12,73 % konfessionslos - 3,47 % keine Angabe - 0,93 % griechisch-katholisch |

## Sehenswürdigkeiten
- römisch-katholische Kirche Namen Jungfrau Maria im klassizistischen Stil aus dem Jahr 1808
- evangelische Kirche im klassizistischen Stil aus dem Jahr 1800
- Landschloss mit Park, ursprünglich 1565 im Renaissance-Stil angelegt, nach Umbauten in 1729 und frühen 19. Jahrhundert barock gestaltet